# Ai-Khanoum
Ai-Khanoum  ali Aï Khānum tudi Ay Khanum, (gospa Luna v uzbeščini) , verjetno zgodovinska Aleksandrija na Oxusu, ki je bila morda pozneje imenovana اروکرتیه ali Eucratidia) je bilo eno od glavnih mest grško-baktrijskega kraljestva. Prvi znanstveniki so trdili, da je bil Ai Khanoum ustanovljen v poznem 4. stoletju pr. n. št. po osvojitvi Aleksandra Velikega. Nedavna analiza zdaj močno kaže, da je bilo mesto ustanovljeno c. 280 pr. n. št. od selevkidskega kralja Antioha I.  Mesto se nahaja v pokrajini Takhar, v severnem Afganistanu, ob sotočju rek Oxus (danes Amu Darja) in Kokča ter na pragu indijske podceline. Ai-Khanoum je bil med osrednjimi točkami helenizma na Vzhodu že skoraj dve stoletji, dokler ga niso uničili nomadski osvajalci okrog 145 pr. n. št. v času smrti Evkratida .
Najdišče je bilo izkopano s pomočjo arheološkega dela francoske misije DAFA pod Paulom Bernardom med letoma 1964 in 1978 ter ruskimi znanstveniki. Delo je moralo biti opuščeno v začetku sovjetske vojne v Afganistanu, v kateri je bilo mesto oplenjeno in uporabljeno kot bojišče, pri čemer je ostalo zelo malo izvornega materiala.

## Strateška lokacija
Izbira te lokacije za ustanovitev mesta je bila verjetno posledica več dejavnikov. Regija, ki jo namaka teka Oxus, je imela bogat kmetijski potencial. V gorati pokrajini Hindukuš so bogata  nahajališča mineralov, še posebej znameniti tako imenovani rubini (pravzaprav spinel) iz Badakšana in zlato. Lokacija na križišču med bakrijskim ozemljem in nomadskimi ozemlji na severu, je končno omogočal dostop do trgovine s Kitajsko. Ne nazadnje Ai-Khanoum leži na samem pragu antične Indije, ki je omogočala neposredno povezavo z indijsko podcelino.

## Grško mesto v Baktriji
Odkrili so številne predmete in strukture, ki kažejo na visoko helenistično kulturo, skupaj z vzhodnimi vplivi. »Ima vse značilnosti helenističnega mesta, z grškim gledališčem, gimnazijo in nekaterimi grškimi hišami s kolonadnimi dvorišči« (Boardman). Na splošno je bil Aï-Khanoum izredno pomembno grško mesto (1,5 km2), značilno za Selevkidsko cesarstvo in nato grško-baktrijsko kraljestvo. Zdi se, da je bilo mesto uničeno okoli 145 pr. n. št. in nikoli obnovljeno.
Ai-Khanoum je morda mesto, v katerem je Eukratida oblegal Demetrij, preden ga je uspel uspešno nadzotovati, da bi končno osvojil Indijo (zgodovinar Justin).

### Arhitektura
Misija je odkrila različne strukture, nekatere od njih so popolnoma helenistične, nekatere druge vsebujejo elemente perzijske arhitekture:
- Dve milji dolgo obzidje, ki je obkrožalo mesto
- Citadela z močnimi stolpi (20 × 11 metrov pri dnu, 10 metrov višine) in obzidje, postavljena na vrhu hriba na višini 60 metrov sredi mesta.
- Klasično gledališče s premerom 84 metrov s 35 vrstami sedežev, ki bi lahko sprejelo 4000-6000 ljudi, opremljeno s tremi ložami za vladarje mesta. Velikost je bila značilna za klasične standarde, večje od gledališča v Babilonu, in nekoliko manjše od gledališča v Epidavru.
- Velika palača v grško-baktrijskem arhitekturnem slogu, ki nekako spominja na formalno perzijsko palačno arhitekturo.
- Gimnazija (100 × 100 m), ena največjih v antiki. Posvetitev Hermesu in Herakleju je bila v grščini vgravirana na enem od stebrov. Posvetitev sta opravila dva moška z grškim imenom (Triballos in Strato, sin Strata).
- Različni templji, v in zunaj mesta. Največji tempelj v mestu je očitno vseboval monumentalni kip sedečega Zevsa, vendar je bil zgrajen po zoroastrskem modelu (masiven, v zaprtem prostoru namesto odprte okrogle strukture grških templjev s stebri).
- Mozaik, ki predstavlja makedonsko sonce, listje akantov in različne živali (raki, delfini, ...)
- Številni ostanki klasičnih korintskih stebrov.

- Arhitekturni antefiks s helenistično "ognjeno palmeto", Ai-Khanoum.
- Sončna ura z dvema levjima tacama.
- Tip antefiksa znan samo iz Ai-Khanouma.

### Ostanki skulptur
Najdeni so bili različni kiparski fragmenti v precej konvencionalnem, klasičnem slogu, precej neobčutljivi za helenistične inovacije, ki so se pojavljale istočasno v sredozemskem svetu.
Posebej opažen je bil odkrit ogromen del noge v odličnem helenističnem slogu, za katerega se ocenjuje, da je pripadal kipu visokemu 5-6 metrov (ki ga moral sedeti, da bi se prilegal višini stebrov, ki so podpirali tempelj). Ker sandal dela noge nosi simbolično podobo Zevsovega bliska, so za kip mislili, da je bil manjša različica kipa Zevsa iz Olimpije.
Med kiparskimi ostanki so bili tudi:
- Kip stoječe ženske v precej arhaičen kitonu
- Obraz človeka, izrezan v štuku
- Nedokončan kip mladega golega moškega z vencem
- Gargoljska glava, ki predstavlja grško kuharsko sužnjo
- Friz golega človeka, verjetno boga Hermes, ki nosi chlamys
- Hermaično skulptura starega človeka, morda mojster gimnazije, kjer je bil najden. V levi roki je imel dolgo palico, simbol njegove funkcije.

Zaradi pomanjkanja ustreznih kamnov za kiparska dela na območju Ai-Khanouma, so pogosto uporabljali neobdelano glino in štuk po lesenem okvirju, tehnika, ki bi se razširila v Srednji Aziji in na vzhodu, zlasti v budistični umetnosti. V nekaterih primerih bi bile samo roke in stopala izdelane v marmorju.
- Kip starca. 2. st. pr. n. št..
- Poprsje istega starca.
- Friz golega moškega, ki nosi klamis, 2. st. pr. n. št.
- Isti friz od zadaj.
- Helenistični bruhalnik. 2. st. pr. n. št..

### Epigrafski ostanki
V Ai-Khanoum so bili najdeni različni napisi v klasičnem, nebarbariziranem, grškem jeziku.
- Na heroonu (nagrobni spomenik), ki je bil v grščini označen kot grobnica Kineasa (opisana tudi kot oikistes (ustanovitelj) grškega naselja) in z dne 300-250 pr. n. št., je bil najden napis, ki opisuje delfske predpise:

παῖς ὢν κόσμιος γίνου,
ἡβῶν ἐγκρατής,
μέσος δίκαιος,
πρεσβύτης εὔβουλος,
τελευτῶν ἄλυπος. 
Païs ôn kosmios ginou (Ker se otroci naučijo dobrega obnašanja)
hèbôn enkratès, (kot mladi moški, se naučite nadzorovati strasti)
mesos dikaios (v srednji dobi, bodi prav)
presbutès euboulos (v starosti, daje dober nasvet)
teleutôn alupos. (potem umre, brez obžalovanja.)
Predpise je postavil Grk imenovan Klearh, ki je bil ali ne Klearh iz Soli, Aristotelov učenec , ki jih je kopiral po istem napisu iz Delfov:
ἀνδρῶν τοι σοφὰ ταῦτα παλαιοτέρων ἀνάκει[τα]ι
ῥήματα ἀριγνώτων Πυθοὶ ἐν ἠγαθέαι·
ἔνθεν ταῦτ[α] Κλέαρχος ἐπιφραδέως ἀναγράψας
εἵσατο τηλαυγῆ Κινέου ἐν τεμένει. 
Te pametne zapovedi starih ljudi
- Besede znanih mislecev - stojijo posvečeni
V najsvetlejšem Pitijinem svetišču
Od tam Klearos, ki jih je previdno kopiral, jih je postavil, dihal od daleč, v svetišče Kineja.
- Ostanki nekaterih papirusnih rokopisov, katerih odtis je ostal v tanki zemlji opečnih zidov, in vsebujejo nepoznane filozofske dialoge o teoriji idej, za katere so mislili, da so edini ohranjeni ostanek neohranjenega Aristotelovega dialoga, najverjetneje Sofista, v katerem je Ksenokrat, še en filozof, predstavil svojo teorijo idej. [7]
- Različne grške napise so našli tudi v zakladnici palače in prikazujejo evidenco vsebine (denar, uvoženo oljčno olje ...) različnih vaz in imena administratorjev. Zdi se, da je hierarhija teh administratorjev skoraj enaka kot v sredozemskih grških območjih. Iz imen, navedenih v teh napisih se zdi, da so bili vodje državne blagajne Grki, nižji upravitelji pa so imeli baktrijska imena. Tri podpise so imela grška imena (Kosmos, Isidora, Nikeratos), eno makedonsko ali tračansko ime (Lysanias) in dve baktrijski imeni (Oxuboakes, Oxubazes).

Eden od teh ekonomskih napisov v grščini govori o deponiranju kozarcev za oljčno olje v zakladnici:
V letu 24, na ....;
oljčno olje (vsebnost);
delno prazna (vaza) A (vsebuje) olje, prenesel iz
dveh kozarcev Hippias
hemiolios; in pečat:
Molossos (?) za kozarec A in Strato (?) za kozarec B (?)
Zadnji datum na teh kozarcih je bil izračunan na 147 pr. n. št., kar pomeni, da je bil Ai-Khanoum uničen kmalu po tem datumu.

### Artefakti
Našli so številne grško-bakterijske kovance od Evkratida, vendar nobenega kasnejšega. Ai-Khanoum je prinesel tudi edinstvene grško-bakterijske kovance Agatokla, ki so veljali za šest indijskih standardnih srebrnih drahem, in prikazujejo hindujska božanstva. To so prve znane predstavitve vedskih božanstev na kovancih in prikazujejo zgodnje avatarje Višnuja: Balarama-Samkaršana in Vasudeva-Krišna in naj bi ustrezali prvim poskusom Grko-Baktrijcev pri ustvarjanju indijskega standardnega kovanca, ko so napadli severno Indijo.
Med drugimi najdbami so:
- okrogla medaljonska plošča, ki kaže boginjo Kibelo na kočiji, pred ognjem oltarja in pod upodobitvijo Helija
- popolnoma ohranjen bronasti kip Herakleja
- različni kačast zlati nakit za roke in uhani
- nekaj indijskih predmetov, ki so jih našli v zakladnici mesta, ki jih je Evkratid verjetno prinesel iz svojih pohodov
- pladenj za toaleto, ki predstavlja sedečo Afrodito
- kalup, ki predstavlja bradatega in moža srednjih let z diademom

Različni predmeti iz vsakdanjega življenja so očitno tudi helenistični: sončna ura, črnilnik, namizni pribor. V Ai-Khanoumu so odkrili, najbrž skupaj s kamnom z napisom, skoraj naravne velikosti temnozelen stekleni falus z majhno sovo na hrbtni strani in druge zaklade. Artefakte so zdaj, po tem ko so bili vrsto let v Švici, vrnili v muzej v Kabulu, ki ga je vodil Paul Bucherer-Dietschi, direktor švicarskega afganistanskega inštituta. 
- Bronast Heraklejev kip.
- Zapestnica z rogovi.
- Kamnite posode iz Ai-Khanouma, 3.-2. st. pr. n. št..
- Odtis iz kapula najden v Ai-Khanoumu, 3.-2. st. pr. n. št..

## Trgovina z Mediteranom
Prisotnost kozarcev za oljčno olje v Ai-Khanoumu kaže, da je bilo to olje uvoženo iz Sredozemlja, saj bi bil edini možni vir Egejski bazen ali Sirija. To kaže na pomembne trgovinske stike s Sredozemljem po dolgih in dragih kopenskih poteh.

## Stiki z Indijo
Južni del Afganistana pa do Hindukuša (Paropamisade = starodavno ime za Hindukuš) se zdi, da je bil okupiran od Maurijskega cesarstva med letom 305 pr. n. št. do ponovnega zavzetja Demetrija leta 180 pr. n. št., in Ai-Khanoum je bil v bistvu mejno mesto le nekaj kilometrov od indijskih vladarjev, več kot stoletje.
Med arheološkimi ostanki Ai-Khanouma je bilo najdenih več indijskih artefaktov, še posebej pripovedne plošče intarzirane s školjkami, ki so bile sestavljene iz različnih materialov in barv in naj bi predstavljale indijski mit o Kuntali. Najdeni so bili tudi številni indijski kovanci. 
V Ai-Khanoumu so našli tudi izredne grške kovance enega od zadnjih grško-bakrijskih kraljev, Agatokla Baktrijskega (vladal med 190-180 pr. n. št.). So indijski standardni kvadratni kovanci, ki nosijo prve znane predstavitve indijskih božanstev, ki so jih različno interpretirali kot Višnu, Šiva, Vasudeva, Buda ali Balarama. Skupno je bilo leta 1970 v Ai-Khanoumu odkritih šest takšnih srebrnih drahem z imenom Agatokla. Nekateri drugi kovanci naj bi predstavljali tudi budističnega leva in indijsko boginjo Lakšmi. Indijskih kovancev Agatokla je malo, a so spektakularni. Ti kovanci kažejo pripravljenost grških kraljev, da predstavljajo božanstva tujega izvora. Posvetitev grškega odposlanca h kultu Garuda v Heliodorovem stebru v Besnagarju bi lahko kazala tudi na določeno stopnjo verskega sinkretizma.
Različne sončne ure, vključno tropske, prilagojene zemljepisni širini Ujjaina, so bile najdene v izkopavanjih, in prav tako nakazujejo, da se je lahko nekaj prenosa v indijsko astronomijo zgodilo zaradi številnih interakcij z Maurijskim cesarstvom in poznejši širitvi Indo-Grkov v Indijo.

### Vpliv na indijsko umetnost
Ai-Khanoum je bil v edinstvenem položaju, da bi vplival tudi na indijsko kulturo. Velja, da je je bil eden glavnih akterjev pri prenosu umetniškega vpliva iz zahoda v Indijo, na primer pri ustvarjanju Ašoka stebrov ali izdelavi kvazi-jonskega Pataliputre kapitela, ki so bili vsi kasnejši od ustanovitve Ai-Khanouma .
Obseg posvojitve izhaja iz oblik, kot so vzorec kroglic in kolutov, osrednji model plamenske palmete in številne druge oblike (na primer sima), realistično oblikovanje živalskih kipov ter oblikovanje in delovanje jonske ante kapitela v palači Pataliputre. <refJohn Boardman "The Origins of Indian Stone Architecture", p.13-22, Bulletin of the Asia Institute</ref>

## Numizmatika
V Ai-Khanoumu je bilo najdenih veliko kovancev Selevkidov in Baktrijcev, kakor tudi deset praznih ploščic, kar kaže na to, da je v mestu obstajala kovnica.  Ai-Khanoum je očitno imel simbol mesta (trikotnik v krogu, z različnimi različicami), ki je bil odtisnjen na opeki, ki so prišle iz najstarejših zgradb v mestu.
Isti simbol je bil uporabljen na različnih vzhodnih kovancih kar kaže, da so bili verjetno kovani v Ai-Khanoumu, ki je bil verjetno večji kovaški center kot celo Baktrijo. 
Kovanci, najdeni v Ai-Khanoumu, se začnejo s selevkisdkimi, vendar se nenadoma končajo s tistimi od Eukratida, kar nakazuje, da je bilo mesto ob koncu njegove vladavine osvojeno.

## Invazija nomadov
Invazija indoevropskih nomadov s severa (Skiti in nato [[Juezhi) so prešli reko Oxus in obvladali Baktrijo okoli 135 pr. n. št. Zdi se, da je bilo mesto po napadih Yuezhov popolnoma opuščeno med 140. in 120. pr. n. št. V vseh večjih stavbah v mestu obstajajo dokazi velikih požarov. Zadnji grško-baktrijski kralj Heliokel je prestavil svojo prestolnico iz Balka okoli 125 pr. n. št. in se preselil v kabulsko dolino. V Ai-Khanoumu ni bilo najdenih nobenih kovancev Heliokla, kar kaže na to, da je bilo mesto ob koncu vladavine Evkratida uničeno. Grki so še naprej vladali v različnih delih severne Indije pod Indo-grškim kraljestvom do okoli leta 10 n. št., ko so njihovo zadnje kraljestvo osvojili Indo-Skiti. Le nekaj desetletij pozneje so se Yuezhi združili, da bi oblikovali Kušanski imperij in se razširil v severni Indiji.
Leta 1838 je poročnik Wood slišal, da lokalni ljudje najdišče imenujejo »Barbarrah« [21]. Tako kot pri drugih arheoloških najdiščih, kot sta Begram ali Hadda, je bila v vojni v Afganistanu od padca komunistične vlade plenjena lokacija Ai-Khanoum.

## Pomembnost
Najdbe so zelo pomembne, saj do tega odkritja niso odkrili nobenih ostankov grško-baktrijskih in indo-grških civilizacij na vzhodu (razen obilja kovancev), zaradi česar so nekateri govorili o »Baktrijskem prividu«.
Ai-Khanoum je bil središče helenistične kulture na pragu Indije, med obema področjema pa je bilo močno vzajemno zavedanje. Nekaj let po ustanovitvi mesta, okoli leta 258 pr. n. št., je indijski cesar Ašoka izklesal kamnit napis v grškem in aramejskem jeziku, naslovljen na Grke v regiji, Kandaharski edikt, v bližnjem mestu Kandahar.
Odkritje Ai-Khanouma daje tudi novo perspektivo o vplivu grške kulture na vzhod in ponovno potrjuje vpliv Grkov na razvoj grško-budistične umetnosti.